# 田中藤作

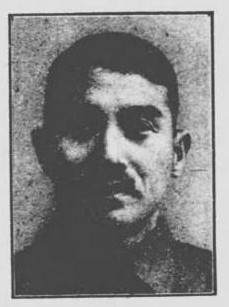
田中藤作

田中 藤作（たなか とうさく、1898年（明治31年）2月20日 - 1979年（昭和54年）11月21日）は、大正末から昭和期の弁護士、政治家。衆議院議員。

## 経歴
大阪府河内郡で、田中秀吉の長男として生まれる。1921年（大正10年）関西大学専門部法律科を卒業した。
1922年（大正11年）弁護士を開業。1931年（昭和6年）大阪府会議員に選出され3期在任し、同副議長も務めた。1937年（昭和12年）大阪市会議員に当選。その他、南方経済協会理事長、高津町会連合会長、高津警防団長、三和信用組合理事長なども務めた。
1942年（昭和17年）4月の第21回衆議院議員総選挙で大阪府第2区から翼賛政治体制協議会の推薦を受け出馬して当選。大政翼賛会大阪府支部参与、翼賛政治会政調幹事、司法委員、商工兼務委員などを務めた。戦後、無所属倶楽部に所属し、衆議院議員に1期在任。その後、公職追放となった。追放解除後は国政選挙に立候補したが、落選続きで政界復帰はならなかった。

## 国政選挙歴
- 第21回衆議院議員総選挙（大阪府第2区、1942年4月、推薦）当選[6]
- 第25回衆議院議員総選挙（大阪府第1区、1952年10月、自由党）落選[8]
- 第26回衆議院議員総選挙（大阪府第1区、1953年4月、鳩山自由党）落選[8]
- 第27回衆議院議員総選挙（大阪府第1区、1955年2月、日本民主党）次点落選[9]
- 第28回衆議院議員総選挙（大阪府第1区、1958年5月、自由民主党）落選[9]